# Iubire de-o noapte
Iubire de-o noapte este un film românesc din 2006 regizat de Florin Kevorkian. Rolurile principale au fost interpretate de actorii Ana Ularu, Dan Bădărău, Andi Vasluianu.

## Distribuție
Distribuția filmului este alcătuită din:
- Andi Vasluianu
- Ana Ularu — Cristina
- Dan Bădărău